# Sveriges sydkust

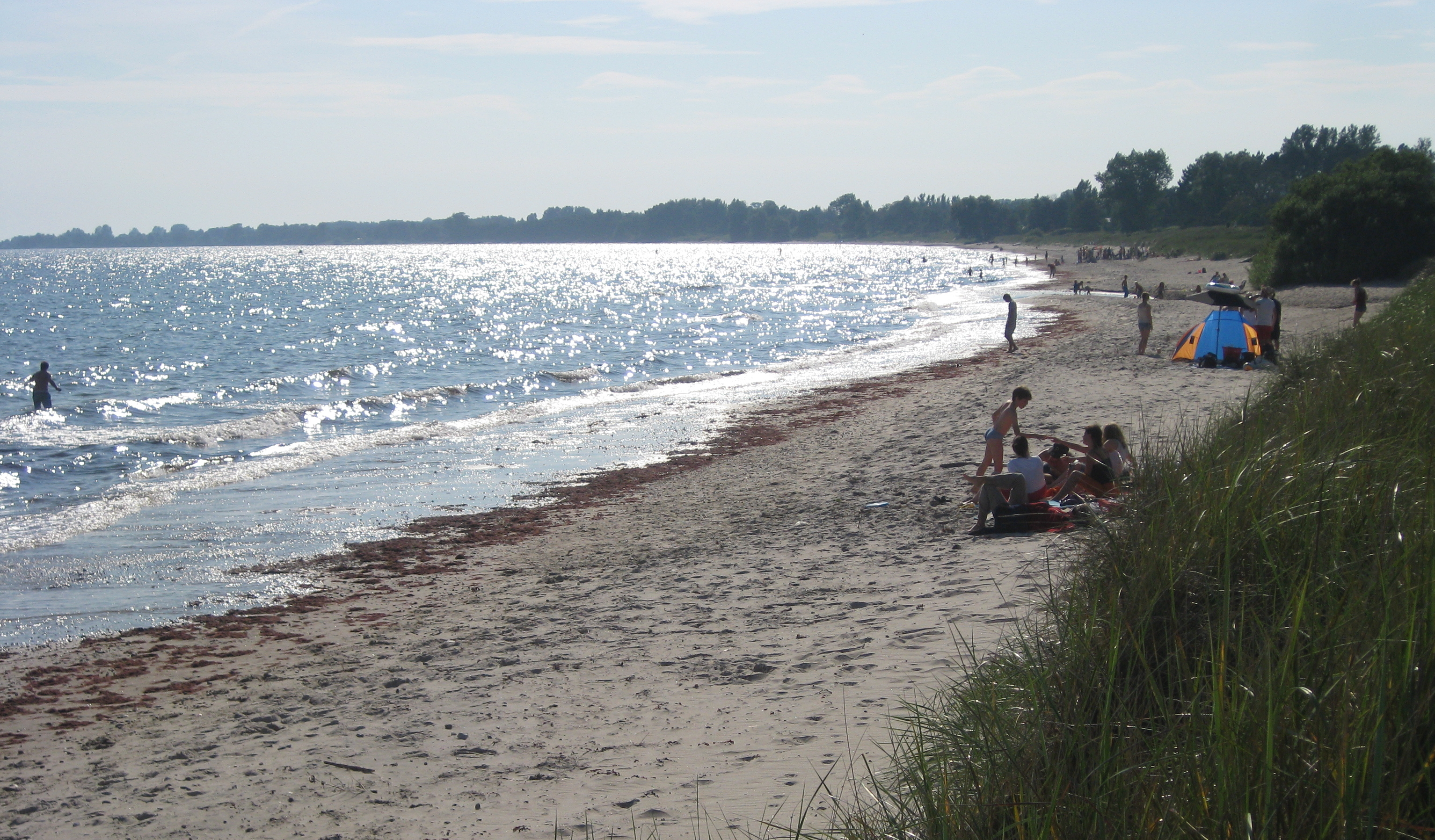
Mossbystrand i Skurup.

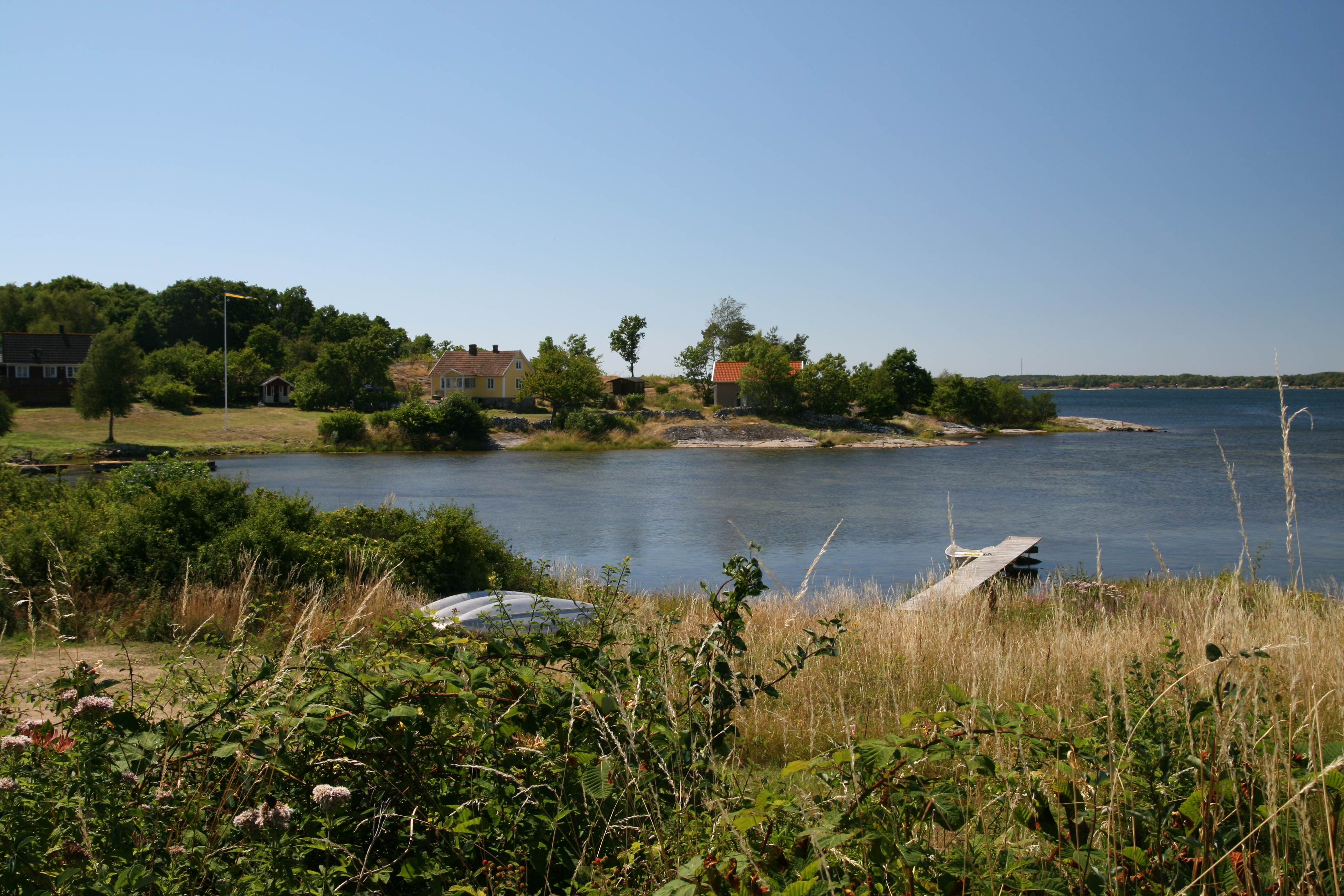
Aspö i Blekinge skärgård.

Sveriges sydkust är de två sydliga kustremsorna i Sverige, Blekinge skärgård och Skånes sydkust. I Skåne ligger Sveriges sydligaste udde, Smygehuk. Även Skånes ostkust samt Öresund kan, beroende på traditioner/språkbruk, räknas som delar av sydkusten.[källa behövs]

### Fotnoter
1. ↑  ”Smygehuk - Sveriges sydligaste udde”. Trelleborgs kommun. Arkiverad från originalet den 19 februari 2014. https://web.archive.org/web/20140219112453/http://www.trelleborg.se/sv/aktuellt/evenemangskalender/gora/smygehuk-sveriges-sydligaste-udde-/. Läst 11 maj 2013.